# Rosario Ustáriz Borra
Rosario Ustáriz Borra (Hecho, 1927 – Jaca, 28 de agosto de 2009) fue una escritora, y poetisa en idioma aragonés, originaria de la villa pirenaica de Hecho (actualmente, forma parte del municipio conocido como 'Valle de Hecho), en la provincia de Huesca (norte de España), siendo una hablante nativa del aragonés cheso (local en el valle que se refiere, y una de las pocas variedades existentes del oeste aragonés), en la que desarrolló toda su obra. Como una más de los pocos hablantes nativos del aragonés moderno que han tenido algo que ver en su divulgación y conservación, Ustáriz es muy apreciada entre la comunidad de estudiosos de esta vernácula pirenaica, con algunas de sus obras que se han publicado.
Su primera obra poética fue el poema Remerando a Pedro que se'n fue chugando («Recordando a Pedro, quien falleció mientras jugaba») publicado en 1982, lo que le permitió ganar el Onso d'Oro (Oso de Oro) premio del concurso literario convocado por el Consejo de Valle de Hecho, y después ganaría otros dos Onsos d'Oro, uno en 1983 y el restante en 1984. En sus obras aparecen descripciones de sus propias experiencias y también tratando los paisajes, pueblos, y tradiciones del Valle de Hecho. 
En 2006, fue publicada una compilación de sus poemas, titulada Miquetas de l'alma (literalmente «Migajas del alma»). 
Falleció el 28 de agosto de 2009, en Jaca (Huesca), a los 82 años.

## Honores

### Membresías
- miembro de honor de la Academia de l'Aragonés desde noviembre de 2007.[4][5]

- 2007: la Biblioteca Municipal de Hecho, inaugurada en ese año, fue honrada con su epónimo[6]